# 迪吉彭理工學院
迪吉彭理工學院（英語：DigiPen Institute of Technology）是位於美國華盛頓州雷德蒙德的一家營利性 私立高等教育机构，在新加坡、西班牙畢爾巴鄂有分校區，學員提供本科及研究生課程。
迪吉彭理工學院由美国职业学校和学院认证委员会认证。
該學院的前身是克勞德·科馬爾在1988年創建於加拿大溫哥華的一家電腦動畫公司。 1998年1月搬至雷德蒙德任天堂软件技术大楼内。2010年8月搬入在北雷德蒙德擴建的新主校區，此校區面積為9,300平方（100,000平方英尺）。

## 排名
- 根據世界大學網路排名，該大學於2011年1月處於大約兩萬所大學中的第五千九百名。[5]
- 2010年，普林斯頓評論將其評為遊戲設計界第二學府。[6]